# Teclaire Bille Esono
Teclaire Bille Esono (ur. 7 lipca 1988 w Duali, zm. 14 grudnia 2010 w Edéi) – gwinejska piłkarka nożna. 

## Kariera
W ciągu całej swojej kariery grała na pozycji obrońcy. Początkowo w rodzinnym Kamerunie, a później w Gwinei Równikowej. Występowała w reprezentacji tego kraju i pragnęła wziąć udział w Mistrzostwach Świata w 2011 roku.

## Śmierć
Piłkarka zginęła w wypadku drogowym, który miał miejsce między Jaunde a Dualą w Kamerunie.